# 製材のこ目立て技能士
製材のこ目立て技能士（せいざいのこめたてぎのうし）とは、国家資格である技能検定制度の一種で、かつて都道府県職業能力開発協会が実施していた、製材のこ目立てに関する学科及び実技試験に合格した者をいう。
受検者減少により2012年3月31日廃止になった。